# Manerba del Garda
Manerba del Garda là một đô thị thuộc tỉnh Brescia trong vùng Lombardia ở Ý. Đô thị này có diện tích 28 km², dân số 3751 người. Đô thị này có các làng sau: Solarolo, Montinelle, Balbiana, Pieve, Crociale, Gardoncino.
Đô thị này giáp với các đô thị sau: Bardolino, Garda, Moniga del Garda, Polpenazze del Garda, Puegnago sul Garda, San Felice del Benaco, Soiano del Lago.